# Два героя
«Два героя» (кит. 方世玉與洪熙官, англ. Heroes Two, букв. Фан Шиюй и Хун Сигуань) — гонконгский фильм режиссёра Чжан Чэ, вышедший в 1974 году.

## Сюжет
Фильм начинается на сцене сожжения монастыря Шаолинь. Хун Сигуань и Фан Шиюй сражаются с маньчжурами на стороне с китайскими революционерами. Маньчжурский генерал Чэ Ган — умный военачальник, который извлекает выгоду из наивности Фан Шиюя. Генерал обманывает Фана в том, что Хун — бандит. С помощью подручных генерала, Фан побеждает окровавленного Хуна. Затем мятежника заковывают в кандалы и отводят в крепость генерала. Слухи, что Фан победил шаолиньского героя, быстро распространились, и местная группировка повстанцев нападает на Фана из-за его поступка. Когда лидер повстанцев раскрывает правду о Хуне, Фан выходит из себя. Наивный Фан намеревается исправить свою ошибку, пробравшись в подземелье генерала и освободив Хуна из рук маньчжур. Тем не менее, Чэ Ган является искусным бойцом и срывает планы Фана. Теперь Фан с группой повстанцев разрабатывает план вырыть туннель в подземную тюрьму и спасти Хуна. После нескольких попыток спасения, герои Шаолиня добиваются успеха. Воссоединившись, Фан Шиюй, Хун Сигуань, и их братья должны сдержать натиск генерала и его армии.

## В ролях
| Актёр         | Роль                     |
| ------------- | ------------------------ |
| Чэнь Гуаньтай | Хун Сигуань              |
| Александр Фу  | Фан Шиюй                 |
| Фон Сам       | третья сестра            |
| Чжу Му        | генерал Чэ Ган           |
| Вон Чхин      | Дэ Сян                   |
| Брюс Тхон     | Нянь Шуйцин              |
| Цзян Нань     | Хэ Чучэнь                |
| Фун Нгай      | Май Синь                 |
| У Чицинь      | Ли Шичун                 |
| Фэн Кэань     | Сян Чаохуэй              |
| Лау Кавин     | тибетский боец в красном |
| Хуан Пэйцзи   | тибетский боец в красном |
| Чэнь Цюань    | тибетский боец в красном |
| Лэй Хойсан    | тибетский боец в красном |